# Dalian World Trade Center
Dalian World Trade Center é um dos arranha-céus mais altos do mundo, com 242 metros (794 ft). Edificado na cidade de Dalian, China, foi concluído em 2000 com 50 andares.